# Mount Caburn Camp
Mount Caburn Camp är ett slott i Storbritannien.   Det ligger i grevskapet East Sussex och riksdelen England, i den södra delen av landet, 70 km söder om huvudstaden London. Mount Caburn Camp ligger 130 meter över havet.
Terrängen runt Mount Caburn Camp är huvudsakligen platt, men västerut är den kuperad. Mount Caburn Camp ligger uppe på en höjd. Runt Mount Caburn Camp är det ganska tätbefolkat, med 172 invånare per kvadratkilometer. Närmaste större samhälle är Brighton, 13,8 km väster om Mount Caburn Camp. Trakten runt Mount Caburn Camp består till största delen av jordbruksmark.